# Joseph Boxhall
Joseph Groves Boxhall, britanski pomorščak, mornar in častnik * 23. marec 1884 Hull, južno od Yorkshire, Anglija † 25. aprila 1967 Christchurch, Dorset, Anglija.               
Boxhall je bil četrti častnik na ladji RMS Titanic, pozneje pa je služil kot mornariški častnik v prvi svetovno vojni. Boxhall je bil zadnji preživeli častnik s Titanica, ki je umrl.

## Zgodnje življenje
Boxhall se je rodil v Hullu na vzhodu Jorkshira v Angliji, bil je drugi otrok mame Mirjam in očeta, kapitana Josepha Boxhalla. Rodil se je v ustaljeni tradiciji pomorstva: njegov dedek je bil mornar, stric je bil vodja pomorstva in uradnik odbora za ladijsko trgovino, oče pa je bil cenjeni mojster Wilson Line of Hull. 
Boxhall je med odraščanjem odšel po stopinjah svojih prednikov. 2. junija 1899 se je pridružil prvi ladji, barku William Thomas Line iz Liverpoola. Boxhall-ovo vajeništvo je trajalo štiri leta, v tem času je veliko potoval. Nato se je zaposlil pri svojem očetu pri Wilson Lineu, potem ko je septembra 1907 pridobil certifikate mojstra in izrednega mojstra, se je pridružil prestižni britanski pomorski družbi White Star Line. 1. oktobra 1911 so ga v podružnici Royal Naval Reserve potrdili kot podčastnika. Služil je na ladji RMS Oceanic in SS Arabic, preden se je leta 1912 pridružil posadki ladje RMS Titanic kot četrti častnik; takrat je bil star 28 let.

## Titanic
Tako kot drugi mladi častniki, se je moral tudi Boxhall 26. marca 1912 ob 19:00 oglasiti v pisarni družbe White Star Line v Liverpoolu, naslednji dan pa je odpotoval v Belfast, kjer se je čez šest dni vkrcal na Titanic. Potem, ko je Titanic 10. aprila odplul iz Southamptona na svojo krstno plovbo, je Boxhall čez dneve opravljal redne in posebne naloge na ladji: urejanje na palubi, pomoč pri navigaciji in pomagal potnikom in posadki kadar je bilo to potrebno. 
Ko je Titanic 14. aprila 1912 ob 23:40 trčil v ledeno goro, je Boxhall dežural vendar ni bil na ladijskem mostu. Ko je zaslišal zvonenje ladijskega zvonca je takoj odhitel na ladijski most kamor je prispel kmalu po trku. V intervjuju leta 1962 je pojasnil, da je bil v svoji kabini kjer si je vzel čaj. Kapitan Smith je takrat ravno prišel na most in ukazal Boxhallu naj pregleda škodo na sprednjem delu ladje. Škode ni našel vendar ga je pozneje poklical ladijski konstruktor Thomas Andrews, ki mu je povedal, da bo ladja potonila. Ko se je začela evakuacija in reševanje, je Boxhall izračunal položaj Titanica tako, da se je lahko pošiljajo SOS signale. Boxhall je opazil tudi luči ladje (po možnosti SS Californian) nekaj milj stran od Titanica, in jo poskušal opozoriti s signalno svetilko, a je bilo vsega za manj.
Boxhall je bil zadolžen za spuščanje reševalnega čolna št. 2 na levi strani ladje ob 1:45. Ko je voda dosegla palubo čolnov, je zaradi strahu predtem, da bi ga vodni vrtinci potegnili pod vodo, zapustil potapljajočo se ladjo. Boxhall dejansko ni videl kako je Titanic v zadnjih trenutkih potonil, ker je bil njegov čoln oddaljen približno tri četrt milje stran od ladje in ker so luči na ladji ugasnile kar je povzročilo temo. Boxhall je RMS Carpathio na obzorju opazil ob 4:00, ravno, ko je ta priplula na kraj nesreče in je z zelenim svetlim dimom nato vodil njegov čoln do ladje. Potem, ko jih je vse rešila Carpathia, so Boxhall in ostali preživeli 18. aprila prispeli v pristanišče v New Yorku, na pomol št. 54.
Medtem ko je bil v New Yorku, je bil priča ameriške preiskave o potopitvi. Skupaj s sodelavci, ki so preživeli, so 2. maja lahko zapustili New York in na ladji SS Adriatic odpotovali nazaj v Evropo. Po vrnitvi v Anglijo je Boxhall ponovno pričal, tokrat na britanski preiskavi. Večina njegovih prič je zadevala podrobnosti o spuščanju reševalnih čolnov in plovbo Titanica, vključno s številnimi opozorili ledenih gor. Bil je tudi prva oseba, ki je pričala, da je v bližini zagledal drugo ladjo, medtem ko je Titanic potonil.

## Poznejše življenje
Po potopu Titanica je Boxhall na kratko služil kot četrti častnik na ladji Adriatic, družbe White Star.  27. maja 1915 je bil v RNR izvoljen za nadporočnika. Med prvo svetovno vojno so mu naročili, da je eno leto služil na krovu bojne ladje HMS Commonwealth, preden je bil premeščen v Gibraltar, kjer je poveljeval čolnu s torpedi.
Boxhall se je po vojni, leta 1919 vrnil delat za družbo White Star Line, dva meseca pred tem pa se je poročil z Marjory Beddells. 27. maja 1923 so ga v RNR premestili za nadporočnika. 30. junija 1926 je bil premeščen na ladjo RMS Olympic kjer je služil kot drugi častnik. Po združitvi družb White Star Line in Cunard Line leta 1934 je bil v višji funkciji kot prvi in poznejši glavni častnik na krovu ladje RMS Aquitania.
Po 41 letih delanja na morju se je Boxhall upokojil leta 1940. Boxhall je bil na splošno spočit in miren človek, običajno je nerad govoril o svojih izkušnjah na Titanicu. Vendar je leta 1958 deloval kot tehnični svetovalec za filmsko priredbo romana Walter Lord dokumentarnega filma A Night To Remember in 22. oktobra 1962 dal tudi BBC-jev intervju.

## Smrt
Boxhallevo zdravstveno stanje se je začelo slabšati leta 1960, zaradi česar je bil na koncu hospitaliziran. Zadnji preživeli častnik z ladje RMS Titanic Joseph Boxhall, je umrl zaradi tromboza, 25. aprila 1967, star 83 let. Po  njegovih zadnjih željah je bil njegov pepel raztresen v morje na položaju 41 ° 46N 50 ° 14W - položaj, ki ga je izračunal kot končna lokacija, kjer je več kot 50 let prej potonil Titanic (v približno 15 milj od dejanskega mesta kjer se nahaja razbitina Titanica pri 41 ° 43N 49 ° 56W). 